# Full Metal Furies
Full Metal Furies é um jogo eletrônico de ação em Beat 'em up desenvolvido e publicado pela Cellar Door Games. Anunciado em fevereiro de 2017, foi lançado quase um ano depois, em 17 de janeiro de 2018 para Microsoft Windows e Xbox One.

## Desenvolvimento
O desenvolvimento de  Full Metal Furies começou logo depois da estreia da Cellar Door Games com o lançamento de Rogue Legacy. Ele ficou três anos em desenvolvimento antes de finalmente ser anunciado em fevereiro de 2017. O jogo foi lançado para Microsoft Windows e Xbox One em 17 de janeiro 2018.

## Recepção
No Metacritic, Full Metal Furies carrega uma pontuação de 74 pontos para a versão de Xbox One e 85 para a versão de PC, indicando análises majoritariamente favoráveis.  O Portal Gameblast o colocou como uma "carta de amor aos beat'em ups da década de 90". Apesar das análises positivas, a própria Cellar Door Games o considerou um fracasso.